# Henri-Pierre Roché
Henri-Pierre Roché nascido Pierre Roché (Paris, 28 de maio de 1879 – Sèvres, 8 de abril de 1959) foi um escritor, negociante e coleccionador de arte francês.

## Obras

### Poesia
Os poemas de Henri-Pierre Roché, todos inéditos, estão em verso livre no espírito de escritores pós-simbolistas.

### Contos
- Cosette, Hortense et la louve, inédito, 1902 ou 1908
- Le prince et le serpent de cent coudées, inédit, 1913
- Tigres avec Bala, souvenirs de chasse au tigre en Mâlvâ et articles sur l'Inde, 1933
- Trois charades :
  - Les Naufrageurs, inédit, 1942
  - La Pêche à la ligne, inédit, 1943
  - La Frégate et le Paresseux, inédit, 1945
- Dans la forêt vierge, inédit, 1943
- L'Embuscade, inédit, 1944 ?
- Le Nez de Polichinelle, inédit, 1944
- Barbe bleue, inédit, 1944
- Le Petit Poucet, inédit 1944
- La Petite Fadette, inédit, 1956

### Romances e ensaios
- Autobiographie, inédit, 1903
- Pensées, inédito, 1903
- Moments, 1903, (tableaux « psychocoïtaux » de « métaphysique sexuelle », disparu[1])
- La Bohème Montparnasse, inédit, 1905
- Fragmens sur Don Juan, Le recueil pour Ariane, Paris, 1916, 99 ex. numérotés (quatre des tableaux de Don Juan et…)
- Mémoires de la Comtesse de Reventlow ou L'envers du miracle allemand, inédit non daté
- Géographie, inédit, 1914-1922
- Pseud. Jean Roc, Don Juan et…, Éditions de la Sirène, Paris, 1921, 204 p.
- Comment rétablir la sécurité et la prospérité en France et en Europe, par la coopération internationale, concours français de la paix[note 1], Paris, 1924
- Pascin… Pascin… Pascin…, ~1925 (inédit[2] auquel fera écho l'in octavo broché Pascin… Pascin… C'est moi ! de Georges Papazoff, Le Triangle, Paris, 1932)
- Les Sadous, inédit, 1932
- Histoire du protestantisme,[note 2] inédit, 1943
- Jules e Jim - no original Jules et Jim, Gallimard, Paris, 1953
- Les Deux Anglaises et le continent, Gallimard, Paris, 1956
- Préoccupation de l'au-delà, recueil de notes datées de 1940 à 1958, inédit
- Victor, vol. IV in coll. Marcel Duchamp, plan pour écrire une vie de Marcel Duchamp, Centre national d'art et de culture Georges-Pompidou - Musée national d'art moderne, Paris, 1er semestre 1977 (roman inachevé)
- Carnets 1, 1920-1921, Les années « Jules et Jim », André Dimanche, Marseille, 1990, 491 p.
- Écrits sur l'art, André Dimanche, Marseille, 1998
- Les Roses enchantées ou la fidélité de Taô, inédit

### Artigos de imprensa
- « Ce que j'ai pu retirer de mon séjour au régiment », 1900, non publié
- « Toynbee », 1902, non publié
- « Quelques œuvres de femmes » in La Revue libre, Paris, novembre 1904
- « Une promenade au palais de la femme » in La Revue Libre, Paris, 1905
- « Berlin », inédit, 1907
- « Avec la Commission industrielle américaine » in Le Temps, Paris, 1915
- « Editorial », The Blind Man no 2, New York, mai 1917
- « Arch-Rebel of French Theatre Coming Here », New York Times Magazine, New York, 1917
- « Au Trianon-Palace Cinéma écrit », in L'Excelsior, Paris, 1919
- « Les nouveaux « Spectacles-Concerts » à la Comédie des Champs-Élysées », in L'Excelsior, Paris, 1920
- « Une grande campagne a lieu en Amérique contre l'usage de tabac et partout des ligues se sont constituées », in L'Excelsior, Paris, 1920
- « La question des réparations vue de Berlin par un Français qui connaît à fond l'Allemagne » in L'Excelsior, Paris, 1921
- « L'argent qui commande et l'argent qui obéit » in L'Excelsior ?, Paris, 1921
- « Une conversation avec un éditeur de Leipzig. » in L'Excelsior, Paris, 1921
- « Un son de cloche inattendu. Un allemand affirme que la France et l'Allemagne se haïssent par ignorance. » in L'Excelsior, Paris, 15 septembre 1921
- « L’Exposition nationale de Düsseldorf », La Revue rhénane, 2e année, no 10, 1er juillet 1922, p. 485-488
- « Le théâtre en Tchécoslovaquie », 24 août 1924
- « L'asile de Beauvallon », inédit, 1944
- « Les gouaches de Henri Michaux » in Henri Michaux, galerie René Drouin, Paris, 1948, 700 ex.
- « L'art brut », inédit
- « Souvenirs sur Marcel Duchamp », in La Nouvelle NRF, Paris, juin 1953
- « Francis Picabia », in La Nouvelle NRF, Paris, janvier 1954
- « Souvenirs sur Brancusi » in L'Œil' no 29, Paris, mai 1957
- « Souvenirs sur Marcel Duchamp », in Robert Lebel, Sur Marcel Duchamp, Presse du Trianon, 1959
- « Adieu, brave petite collection ! » in L'Œil no 51, Paris, mars 1959
- En collaboration avec Werner Haftmann et Jean-Paul Sartre, Wols en personne, Delpire, Paris, 1963

### Livretes de dramas líricos
- Rêve d'une nuit d'été, adapté du Songe d'une nuit d'été de Shakespeare, 1914 (seul le premier acte sera mis en musique par Georges Auric)
- Dahut, opéra en sept tableaux de Paul Martineau, 1914 (mise en musique interrompue par la mort du compositeur le 15 septembre 1915)
- La Tunique jaune, opéra de W. Furst adapté d’Hazelton et Benrimo, 1916
- Avec Martial Perrier, Le Sautériot, opéra de Sylvio Lazzari adapté d'Edouard de Keyserling, janvier 1918.
- Daphnis et Chloé, d'après Longus, pour le chœur du ballet crée en 1912 par Serge de Diaghilev mis en musique en 1909 par Maurice Ravel, 1918 ?
- Don Quichotte, opéra de Fred Barlow,[3] 1921
- Arcis, adapté de La Marquise d'Arcis de Carl Sternheim, 1921
- Alice in Wonderland, adapté d'Alice au pays des merveilles pour Erik Satie, 1921 (projet inabouti interrompu par la mort du compositeur)
- Avec Pauline Arnoux Mac Arthur,[note 3] The Apocalypse: dramatic oratorio in a prologue and three parts, for chorus of mixed voices with soli and piano accompaniment de Pablo Bellico, G. Schirmer, New York, 1922, 163 p.
- Jeanne d'Arc, drame lyrique en quatre tableaux, 1944

### Peças de teatro e cenários de cinema
- Sakounatala, pièce de théâtre, 1915
- Les Dieux de Jade, pièce de théâtre inachevée, 1915 (un premier acte seulement)
- Le Trésor de Tuy-Tuy-Katapa, film, Berlin, 1930
- L'Homme unique, scénario cinématographique destiné à Maurice Chevalier, 1942, non réalisé
- La Femme unique, scénario cinématographique, 1943?, non réalisé
- Saint-Antoine à Beauvallon, piécette pour les enfants, 1942
- Le Léopard rouge, Noël 1942, inédit (comédie policière bilingue anglais-français en quatre actes pour les élèves de Beauvallon)
- Les Doubles, piécette pour les enfants, 1945
- La Marquise de Pommeraye en cinq actes, inédit, adapté de Carl Sternheim d'après Denis Diderot

### Traduções
- La Ronde d'Arthur Schnitzler, Paris, 1902
- La Maison vide de Herbert Trench, in revue Vers et prose, Paris, novembre 1906
- L’Heure du thé de F.W. Groves Campbell in revue Vers et prose, Paris, 1906
- Un homme et une femme d’Albert Dreyfus in revue Vers et prose, Paris, 1907
- Poèmes chinois de Herbert Giles, in revue Vers et prose, Paris, 1907,
mis en musique par Albert Roussel[4] (op. XII en 1908, op. XXXV en 1927, op. XLVII en 1932)
ou par Fred Barlow
  - À un jeune gentilhomme[5] · ,[note 4] anonyme - Roussel opus XII
  - Vois ! De belles filles[note 5] de Huang Fuyan (716 - 769) - Roussel opus XLVII
  - Réponse d'une épouse sage de Chang Chi (710 - 782) - Roussel opus XXXV
  - Favorite abandonnée de Li Yi (748 - 829) - Roussel opus XLVII - Barlow
  - Des fleurs font une broderie sur le gazon de Li Ho (790 - 816) - Roussel opus XXXV
  - Amoureux séparés de Fou Mi (105l - 1107) - Roussel opus XII
  - When-Chûn - Barlow
  - Comme la fleur de pêcher… - Barlow
- La Table carrée, traduit du Cor merveilleux de l'enfant, 1910
- Tristan d'August von Platen, 1910
- Portraits de Picasso et Cocteau par Gertrude Stein, 1911
- Berlin ou le juste milieu de Carl Sternheim, 1921
- Modernisation de l'État d'Indore, mémorandum collectif destiné à l'administration, 1940

1. ↑  Prix doté par Edward A. Filene (en) et présidé par le prix Nobel de la paix Léon Bourgeois (cf.
2. ↑  Henri Pierre Roché n'a pas voulu renier son catholicisme en épousant sa seconde femme, Denise, qui était protestante.
3. ↑  Fille de l'avocat new yorkais.
4. ↑  Le choix de ce poème explicite le succès de Roché auprès des femmes :
5. ↑  Vois ! De belles filles courent en bandes
Dans les larges couloirs,

Avec la musique et la gaieté

portées sur la brise

Viens, dis-moi si celle qui,

cette nuit, sera choisie

Peut avoir des cils beaucoup

plus longs que ceux-ci.